# Miitomo
Miitomo (Japans: ミートモ; Mītomo) was een applicatie voor iOS en Android ontwikkeld door Nintendo. Met de applicatie kan een gebruiker vragen beantwoorden en deze antwoorden met vrienden delen. De applicatie maakt gebruik van Miipersonages, de Mii's kunnen geïmporteerd worden vanuit een Nintendo account.
Het is mogelijk om in-app aankopen te doen. Miitomo biedt verschillende outfits aan voor je Miipersonages. Verder kunnen er zogeheten Miifoto's gemaakt worden, dit zijn afbeeldingen waarin Miipersonages van de gebruiker en vrienden geplaatst kunnen worden.
Miitomo kan gelinkt worden aan een Facebook-, Twitter- of Nintendoaccount. Vrienden van deze sociale netwerken die ook Miitomo gelinkt hebben kunnen dan als vriend op Miitomo toegevoegd worden.
Sinds 9 mei 2018 is de ondersteuning voor Miitomo beëindigd.